# Distrito de Mark
O Distrito de Mark (em alemão:  Märkischer Kreis) é um distrito (Kreis ou Landkreis) da Alemanha localizado na região administrativa (Regierungsbezirk) de Arnsberg, no estado da Renânia do Norte-Vestfália.

## Cidades e municípios
Populações em 30 de junho de 2006
Cidades:
1. Altena (20 244)
2. Balve (12 142)
3. Halver (17 398)
4. Hemer (37 757)
5. Iserlohn (97 051)
6. Kierspe (18 112)
7. Lüdenscheid (78 456)
8. Meinerzhagen (21 706)
9. Menden (57 816)
10. Neuenrade (12 389)
11. Plettenberg (27 824)
12. Werdohl (20 434)

Municípios:
1. Herscheid (7 581)
2. Nachrodt-Wiblingwerde (6 929)
3. Schalksmühle (11 675)

|  |